# Davor Kus
Davor Kus (ur. 21 lipca 1978 w Rijece) – chorwacki koszykarz. Gra na pozycji rozgrywającego lub rzucającego obrońcy.

## Kariera zawodnicza
- 1996–2000:  KK Kvarner
- 2000–2004:  Cibona Zagrzeb
- 2004–2005:  AEK Ateny
- 2005–2007:  Cibona Zagrzeb
- 2007–2008:  Unicaja Malaga
- 2008–2009:  Cibona Zagrzeb
- 2009-?:  Benetton Treviso

### Osiągnięcia
Drużynowe
- Cibona Zagrzeb: 6-krotny mistrz kraju (01-04, 06-07), 2-krotne zdobycie pucharu (01-02).

Indywidualne
- Lider ligi chorwackiej w asystach (1999, 2000)

## Ciekawostki
- Davor Kus był najlepszym strzelcem Unicajy w zwycięskim meczu z drużyną NBA – Memphis Grizzlies. Towarzyskie spotkanie odbyło się 9 października 2007 roku, a Kus rzucił 20 pkt., miał 8 asyst i jedną zbiórkę[1].
- 26 listopada 2008 Kus odegrał znaczącą rolę w zwycięskim spotkaniu Euroligi z włoskim Air Avellino. Mecz zakończył się wynikiem 82:79 dla Cibony, a Kus, rzucając 23 pkt. w tym meczu, zdobył także swoje 1000 pkt. w euroligowych rozgrywkach[2].